# Amphipyra erebina
Amphipyra erebina är en fjärilsart som beskrevs av Butler 1878. Amphipyra erebina ingår i släktet Amphipyra och familjen nattflyn. Inga underarter finns listade i Catalogue of Life.